# Sommarnäs kommunvapen

Sommarnäs kommunvapen (1954-1976).

Sommarnäs kommunvapen var det heraldiska vapnet för Sommarnäs kommun i Finland. Vapnet ritades av Olof Eriksson och godkändes av Sommarnäs kommunfullmäktige vid sina möten den 25 september och den 22 december 1953. Vapnet fastställdes av inrikesministeriet den 6 februari 1954. Sommarnäs kommunvapens gaffelkors syftar till Sommarnäs kapells äldre namn Ylistaro eftersom korset är formad som bokstaven Y. De heraldiska rosorna härstammar från ätten Munck af Sommernäs vapen. 
Beskrivningen av vapenskölden är "'I ett blått fält en silverkorsad gaffel, där tre röda rosor är placerade 2+1'". Vapnet förblev ett inofficiellt hembygdsvapen efter att Sommarnäs blev en del av Somero år 1977.